# Антист
Анти́ст (фр. и окс. Antist) — коммуна во Франции, находится в регионе Юг — Пиренеи. Департамент — Верхние Пиренеи. Входит в состав кантона Баньер-де-Бигор. Округ коммуны — Баньер-де-Бигор.
Код INSEE коммуны — 65016.

## География

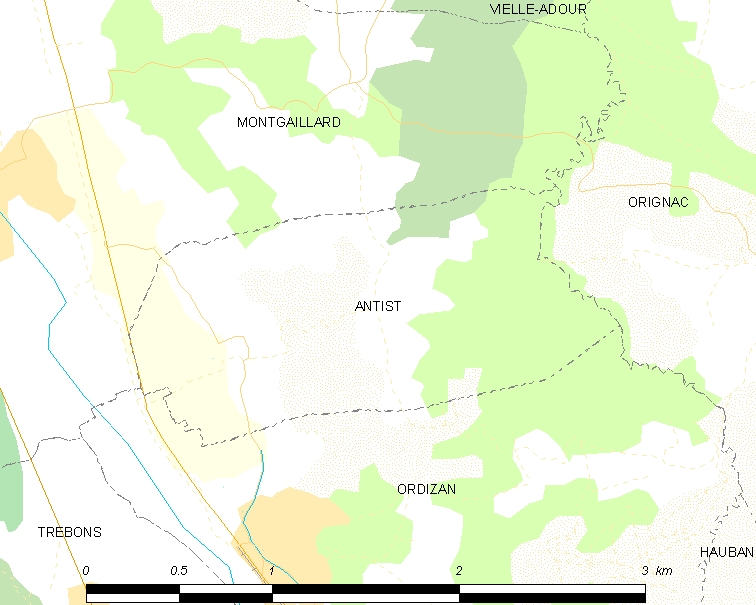
Карта коммуны

Коммуна расположена приблизительно в 660 км к югу от Парижа, в 120 км юго-западнее Тулузы, в 14 км к юго-востоку от Тарба.
По территории коммуны протекает река Аррет-Дарре и проходит канал Аларик.

## Климат
Климат умеренно-океанический с солнечной тёплой погодой и обильными осадками на протяжении практически всего года.

## Население
Население коммуны на 2010 год составляло 135 человек.
| 1962 | 1968 | 1975 | 1982 | 1990 | 1999 | 2010 |
| ---- | ---- | ---- | ---- | ---- | ---- | ---- |
| 85   | 91   | 88   | 99   | 111  | 106  | 135  |

## Администрация
| Период | Период | Фамилия      | Партия | Примечания |
| ------ | ------ | ------------ | ------ | ---------- |
| 2001   | 2020   | Андре Гароби |        |            |

## Экономика
В 2010 году среди 86 человек трудоспособного возраста (15-64 лет) 54 были экономически активными, 32 — неактивными (показатель активности — 62,8 %, в 1999 году было 77,9 %). Из 54 активных жителей работали 49 человек (28 мужчин и 21 женщина), безработных было 5 (4 мужчины и 1 женщина). Среди 32 неактивных 6 человек были учениками или студентами, 20 — пенсионерами, 6 были неактивными по другим причинам.